# PC Gamer
PC Gamer — щомісячний журнал про ПК-ігри, який вперше опублікувався у 1993 в Британії і видається Future plc. Журнал має видання в декількох країнах; британські та американські видання стали одними із найпопулярніших журналів про відеоігри у відповідних країнах. Часопис містить новини про розробку, попередні огляди майбутніх відеоігор, рецензії нових відеоігор на ПК та інші матеріали, що стосуються хардвару, модифікацій, "класичних" ігор та безліч інших тем.

## Система рецензій
Рецензії PC Gamer написані редакторами журналу та письменниками фрилансерами. Оцінки відеоігор виставляються у відсотках. У британських виданнях жодна гра не була оцінена вище за 96% (Kerbal Space Program, Civilization II, Half-Life, Half-Life 2, Minecraft, Spelunky і Quake II). У американських виданнях жодна гра не була оцінена вище за 98% (Sid Meier's Alpha Centauri, Half-Life 2, і Crysis).
У британських виданнях найнижчу оцінка у 2% отримала гра «Big Brother 1», яка виграла 4th Golden Satellite Awards у категорії For Interactive Media. Сиквел «Big Brother 2» був оцінений у навіть нижчий бал — N/A%; така рецензія була пояснена як "[PC Gamer] доклав стільки ж зусиль у рецензування цієї гри, як і розробники у створювання". У випуску 255 (серпень 2013) перевипуск «Leisure Suit Larry: Magna Cum Laude» також був оцінений у 2%. У американському виданні найнижчу оцінку у 4% отримала гра «Mad Dog McCree», перебиваючи попередню найнижчу гру «Skydive!» із оцінкою у 5%.

## Видання
Журнал має два найголовніші видання: британську та американську версії, які обидві публікуює Future plc. Дебютуючи у листопаді 1993 в Британії, американська версія почала публікуватися із червня 1994.
Також існують численні місцеві видання, які беруть матеріал із британського або американського випуску (зазвичай із британського): малайзійське (припинене у грудні 2011) та російське (припинене у грудні 2008) видання. Шведське видання, яке виросло із британського, набуло великого успіху, в основному через перевагу ПК-геймерів перед консольними геймерами у Швеції, і тепер видає свій власний матеріал. Австралійське видання видавалося із серпня 1998 компанією з Перта Conspiracy Publishing; припинило існування у середині 2004. Існує іспаномовна версія видання, назвою якого є "PC Juegos y Jugadores".
Британські та американські видання публікуються 13 разів на рік (двічі у грудні), хоча існують виключення.

## PC Gamer Британія

### Журнал
Британська версія PC Gamer знаходиться у стабільній щомісячній публікації із 1993. Передплатники отримують спеціальний випуск журналу без заголовків на головній сторінці. Журнал має репутацію створювання глибоких рецензій по ПК-іграм.
Первинно журнал випускався із флоппі диском (89 мм). Починаючи із 11 випуску журнал випускався із CD, який називався CD Gamer; перший демо CD містив у собі весь матеріал, які мали флоппі диски починаючи із 1 і закінчуючи 10 випуском. Пізніше одиничний CD змінили на подвійний CD.
З часом журнал почав релізити випуски із DVD на 9 гігабайтів під назвою DVD Gamer, які продавалися паралельно до випусків із подвійним CD. CD Gamer існував до 162 випуску. Тоді ж британське видання перейшло на двосторонній DVD. У серпні 2011 британський журнал анонсував, що припиняє випускати диск із 232 випуску, заміняючи їх більшою кількістю сторінок у журналі та ексклюзивними безкоштовними подарунками.

### Форум і блог
У 2010 PC Gamer перезапустив свій вебсайт і блог, об'єднуючи разом онлайнові громади американського і британського журналів під одною вебадресою. Внаслідок цього блог тепер поповнюється від обох британських та американських видань.

### Подкаст
4 травня 2007 PC Gamer UK запустив власний подкаст і випустив 93 епізоди. Останній епізод розмістили 5 липня 2013. Подкаст розроблювали члени команди журналу Кріс Торстен, Том Сіньор, Грехем Сміт, Том Френсіс та Марш Девіс. До червня 2009 подкасти вів Рос Атертон, допоки він не покинув команду. Після цього епізоди вів Тім Едвардс, поки він не покинув подкаст у 2012. Опісля ведучим подкасту із тижня на тиждень змінювалися Кріс Торстен та Грехем Сміт.
Первинно епізоди випускалися щомісячно. З часом вони почали виходити раз на два тижні. Ведучі обговорювали ігри, в які грали та новини із гейміндустрії, а також відповідали на запитання по Twitter.
Із березня 2016 подкаст відновили і почали випускати щотижня.

## PC Gamer США

### Журнал
Американська версія PC Gamer була запущена у 1994.
У 1999 Future plc, відома на той час як Imagine media, викупила PC Games та перевела у нього свій персонал, зливаючись в одну структуру.

### Диски
Подібно до британської версії, американські випуски продавалися із флоппі дисками, хоча були доступні і версії без дисків. З часом флоппі були замінені на CD, а ті в свою чергу на DVD.
У вересні 2011 було анонсовано, що журнал припинить випуск дисків, заміняючи їх на більш важкі випуски журналів. Звичайний матеріал, який містився на дисках відтоді став доступний на вебсайті.

### Подкаст
Подкаст PC Gamer US запустили у серпні 2005. Його вели та продюсували різні редактори PC Gamer. Часті розробники включають Логана Декера, Евана Латі, Тайлера Вайлда і Ті. Джі. Хафера. Колишні розробники включають Дена Стейплетона, Дена Морріса, Джеремі Віліамса, Грега Ведермана, Чака Осборна, Крістен Сальваторе, Гарі Вітта, Джоша Огустина та Нормана Чана.
Епізоди виходили кожного четверга, з періодичними змінами внаслідок заповненого графіку роботи команди розробників. 20 вересня 2007 подкаст відсвяткував свої 100 епізодів; спец-епізод вів Ден Морріс, який не з'являвся відколи покинув позицію головного редактора PC Gamer у 2006, аби стати видавцем журналу. 12 листопада 2009 вийшов 200 епізод, який вели два колишні головні редактори Гарі Вітта та Крістен Сальваторе.